# LAS Training
A LAS Training está sediada em Lisboa, em Portugal. Foi fundada a 2 de fevereiro de 2007, no âmbito da estratégia de negócio do LAS Group, anteriormente denominado Louro Aeronaves e Serviços. A LAS Training surgiu devido a desafios enfrentados pela LAS Maintenance, empresa do LAS Group, em termos de carência de quadros na área de manutenção em linha de aeronaves.
Para colmatar a escassez de mão-de-obra qualificada e combater as propostas profissionais aliciantes de outros países da União Europeia, a LAS Training além de formar os seus próprios profissionais, começou a realizar ações de Formação para outas empresas de Manutenção Aeronáutica e Transporte Aéreo.
A LAS Training é uma empresa com certificação Parte-147, o que significa que os cursos de Formação são reconhecidos pela Entidade Reguladora Portuguesa, Autoridade Nacional da Aviação Civil (ANAC) e pela Agência Europeia para a Segurança da Aviação (EASA). Por esta razão, os certificados de Formação ou de exame emitidos pela LAS Training são válidos em Portugal e em qualquer outro País da União Europeia.